# Giovanni Lilliu
Giovanni Lilliu (né le 13 mars 1914 à Barumini, en Sardaigne, et mort le 19 février 2012 à Cagliari), est un archéologue et homme politique italien, considéré comme le plus grand spécialiste de la civilisation nuragique de la Sardaigne.
On lui doit la mise au jour du site nuragique Su Nuraxi en Sardaigne, inscrit en 1997 sur la liste du patrimoine mondial de l'humanité par l'UNESCO.

## Biographie

### Études
Après l'obtention d'un diplôme en littérature classique, il suit une formation en archéologie auprès d'Ugo Rellini à l'École nationale d'archéologie de Rome. 

### Carrière archéologique
De 1943 à 1955, il travaille à la Surintendance des Antiquités de Sardaigne. 
Nommé professeur de paléoethnologie et d'antiquités sardes à partir de 1955, il est, pendant 20 ans, recteur de la Faculté de lettres et de philosophie de l'université de Cagliari. 
Il fonda et dirigea l'École de spécialisation en études sardes à l'Université de Cagliari. 
Il dirigea la revue Studi Sardi et le Nouveau bulletin archéologique sarde. 
Membre correspondant de l'Institut d'études catalanes à partir de 1973, il s'est intéressé à l'archéologie méditerranéenne préhistorique et protohistorique et a porté une attention particulière à l'archéologie des îles Baléares, de la Corse et de Malte. En Espagne, il dirigea les fouilles du village talayotique de Ses Païsses, Artá, à la fin des années 1950.

### Carrière politique
Giovanni Lilliu a exercé une activité politique dans les rangs des chrétiens-démocrates, ayant été conseiller régional de 1969 à 1974 et conseiller municipal à Cagliari de 1975 à 1980. 

### Distinctions
En 1990, il devient membre de l'Accademia dei Lincei. 
En 2007, il reçoit, de la Région autonome de Sardaigne,  le titre de Sardus Pater, distinction honorifique  attribuée aux citoyens italiens ou étrangers qui se sont distingués par des mérites particuliers de valeur culturelle, sociale ou morale et ont donné du lustre à la Sardaigne.
Il meurt à Cagliari le 19 février 2012 à l'âge de 97 ans.    

### Ouvrages marquants
Parmi ses nombreuses publications, on peut citer plus particulièrement La civiltà dei Sardi dal neolitico all'età dei nuraghi (Torino, 1963), Sculture della Sardegna nuragica (Cagliari, 1966), La civiltà nuragica (Sassari, 1982), Cultura e culture (Sassari, 1995), Arte e religione della Sardegna prenuragica (Sassari, 1999).

## Publications
- La civiltà dei Sardi dal neolitico all'età dei nuraghi, Turin, 1967
- I nuraghi della Sardegna, dans Le vie d'Italia, 1953
- La civiltà dei Sardi dal Neolitico all'età dei Nuraghi, Turin, 1963
- Sculture della Sardegna nuragica, Cagliari, 1966
- La civiltà nuragica, Sassari, 1982
- Cultura e culture, Sassari 1995
- Arte e religione della Sardegna prenuragica, Sassari, 1999
- La costante resistenziale sarda, Nuoro, 2002
- La civiltà dei Sardi dal Neolitico all'età dei Nuraghi, Nuoro, 2004
- I nuraghi. Torri preistoriche di Sardegna, Nuoro, 2005
- Sardegna Nuragica, Nuoro, 2006
- Sardegna e Mediterraneo negli scritti di Giovanni Lilliu, vol.1, 2008
- Sardegna e Mediterraneo negli scritti di Giovanni Lilliu, vol.2, 2008
- Sardegna e Mediterraneo negli scritti di Giovanni Lilliu, vol.3, 2008
- Sardegna e Mediterraneo negli scritti di Giovanni Lilliu, vol.4, 2008
- Sardegna e Mediterraneo negli scritti di Giovanni Lilliu, vol.5, 2008
- Sardegna e Mediterraneo negli scritti di Giovanni Lilliu, vol.6, 2008